# جزيرة رنكا

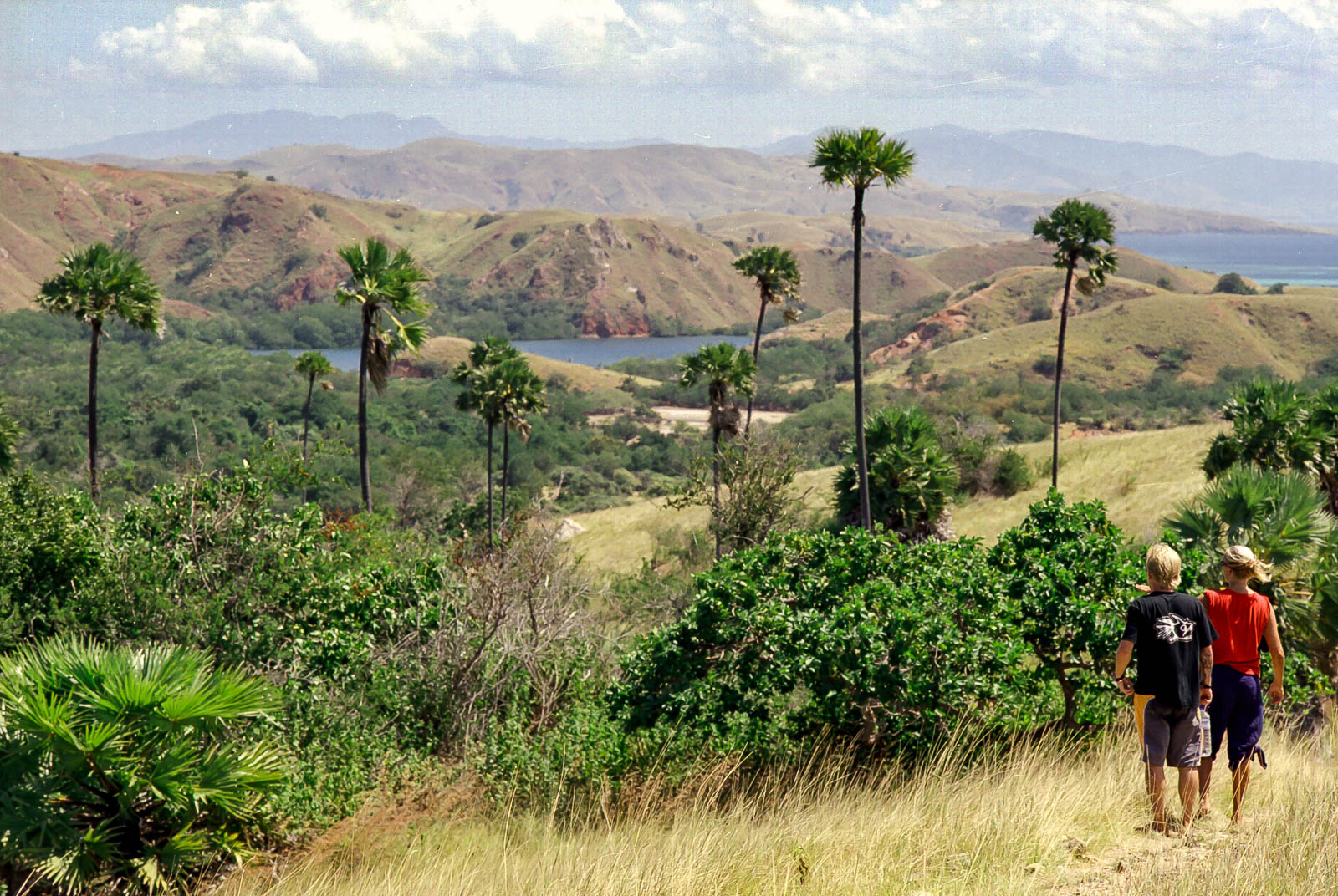
جزيرة رنكا

جزيرة رنكا أو جزيرة رنجا هي جزيرة صغيرة بالقرب من جزيرة كومودو في مقاطعة نوسا تنقارا الشرقية في إندونيسيا. وتشتهر الجزيرة بوجود حيوان تنين كومودو، وهو من السحالي العملاقة التي يمكن أن يصل طولها إلى 3 أمتار (9.8 قدم) إضافة للعديد من الأنواع الأخرى مثل الخنازير البرية والجاموس والطيور كثيرة.
الجزيرة أقل شهرة من جزيرة كومودو كما يزورها عدد أقل من السواح، لكنها مكان ممتاز لمعرفة تنين كومودو في بيئته الطبيعية حيث عدد أقل من الناس ممكن أن يزعج هذه الحيوانات.
مساحة الجزيرة تبلغ 198 كم² (76 ميل مربع).

## معرض صور

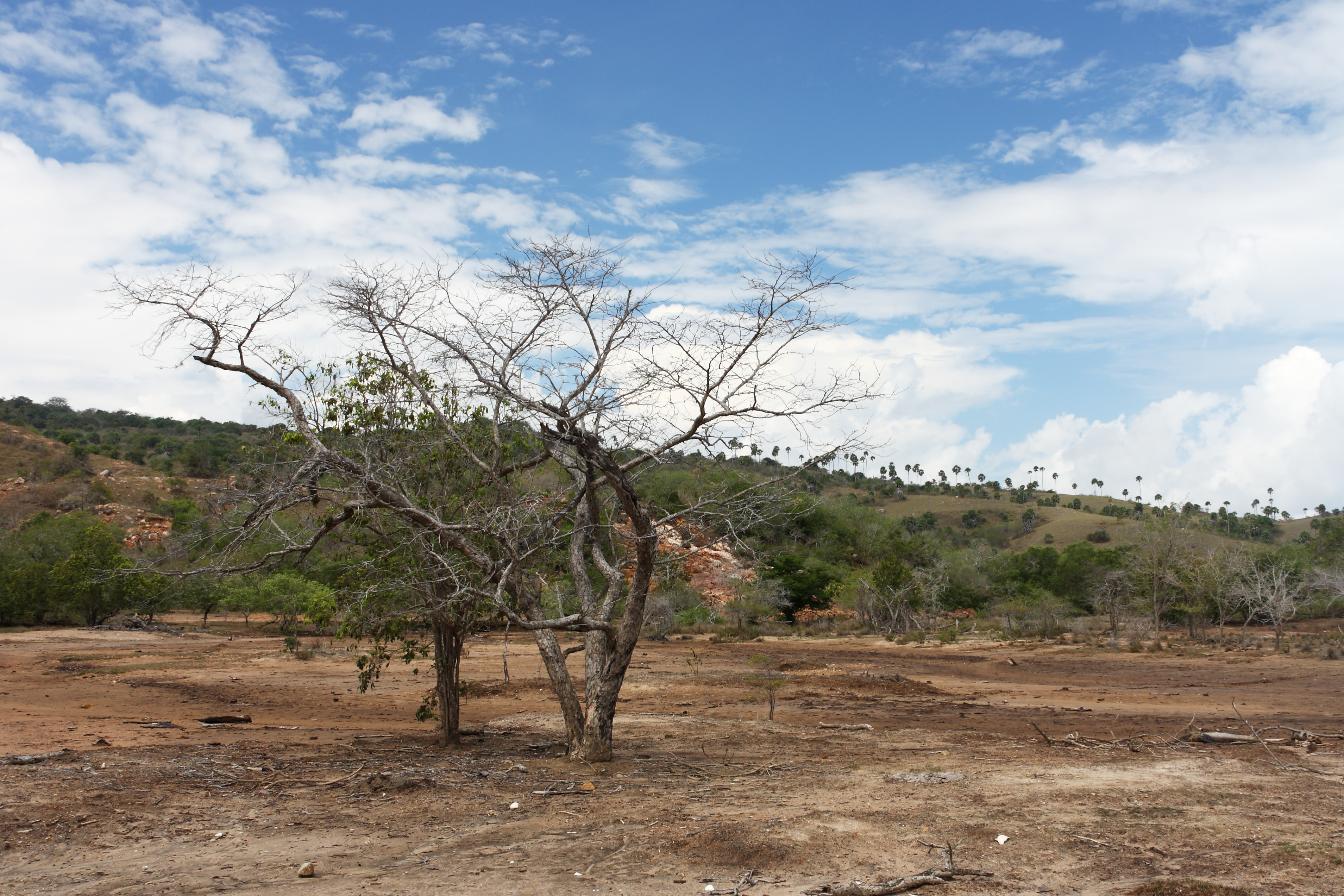
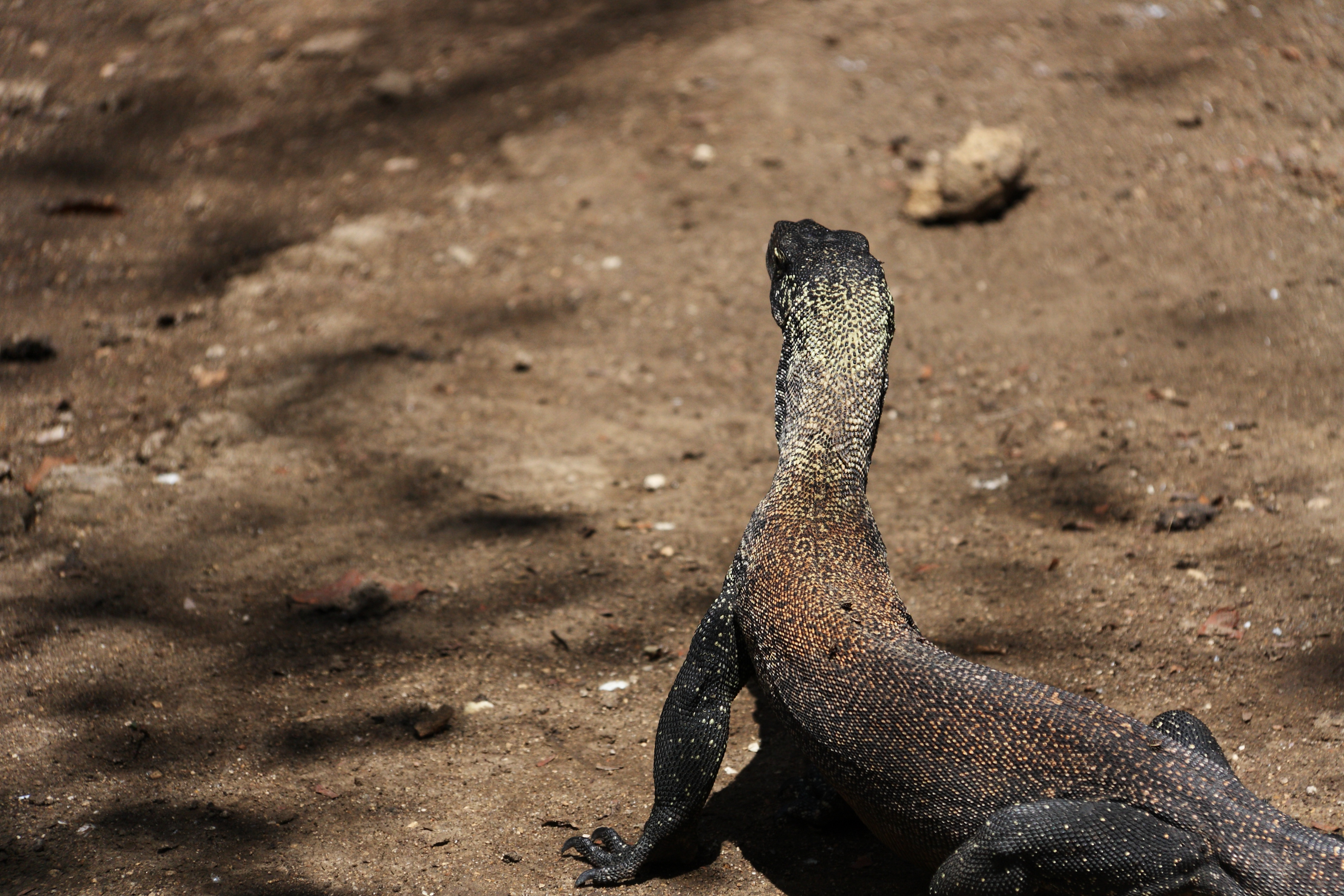
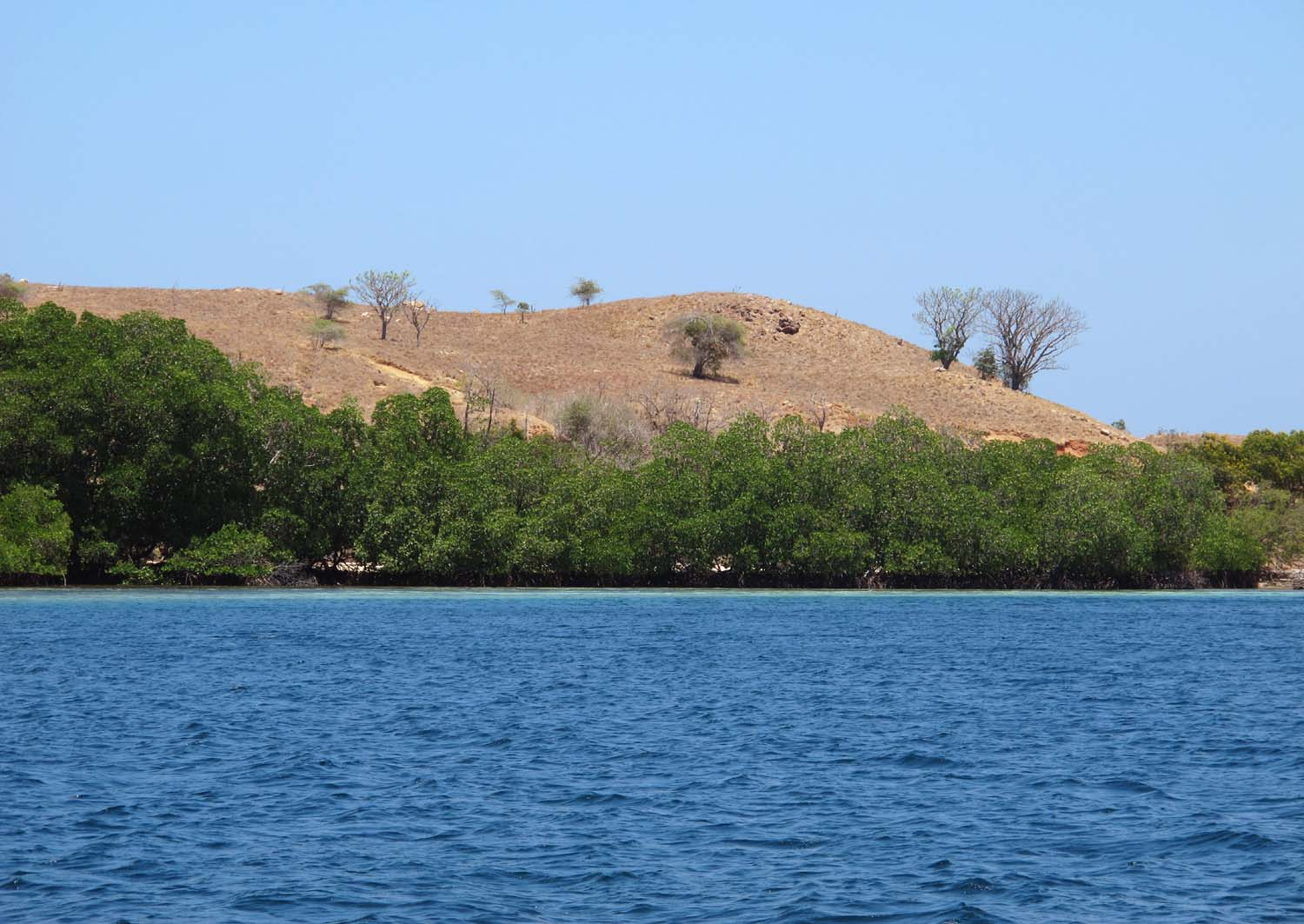
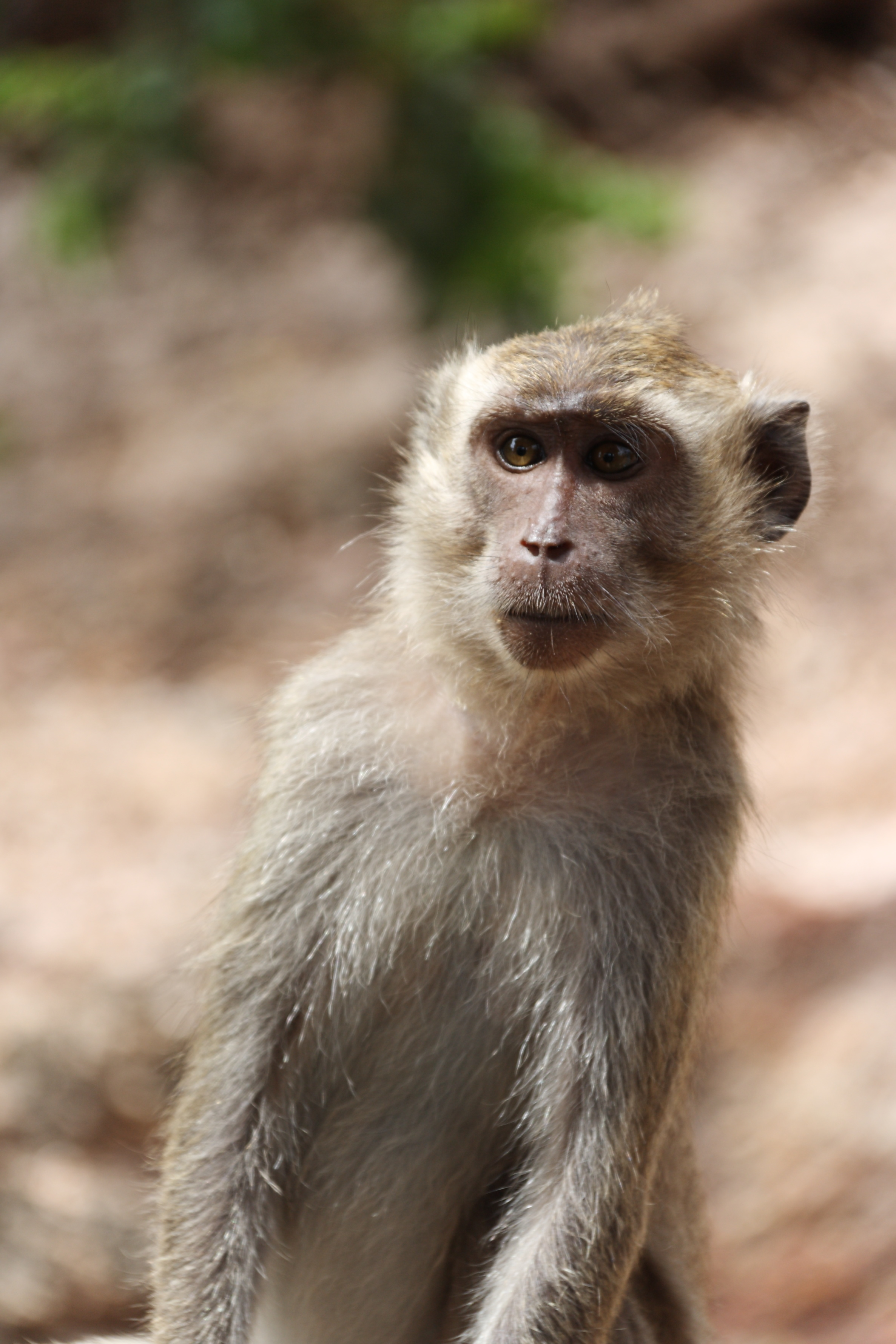
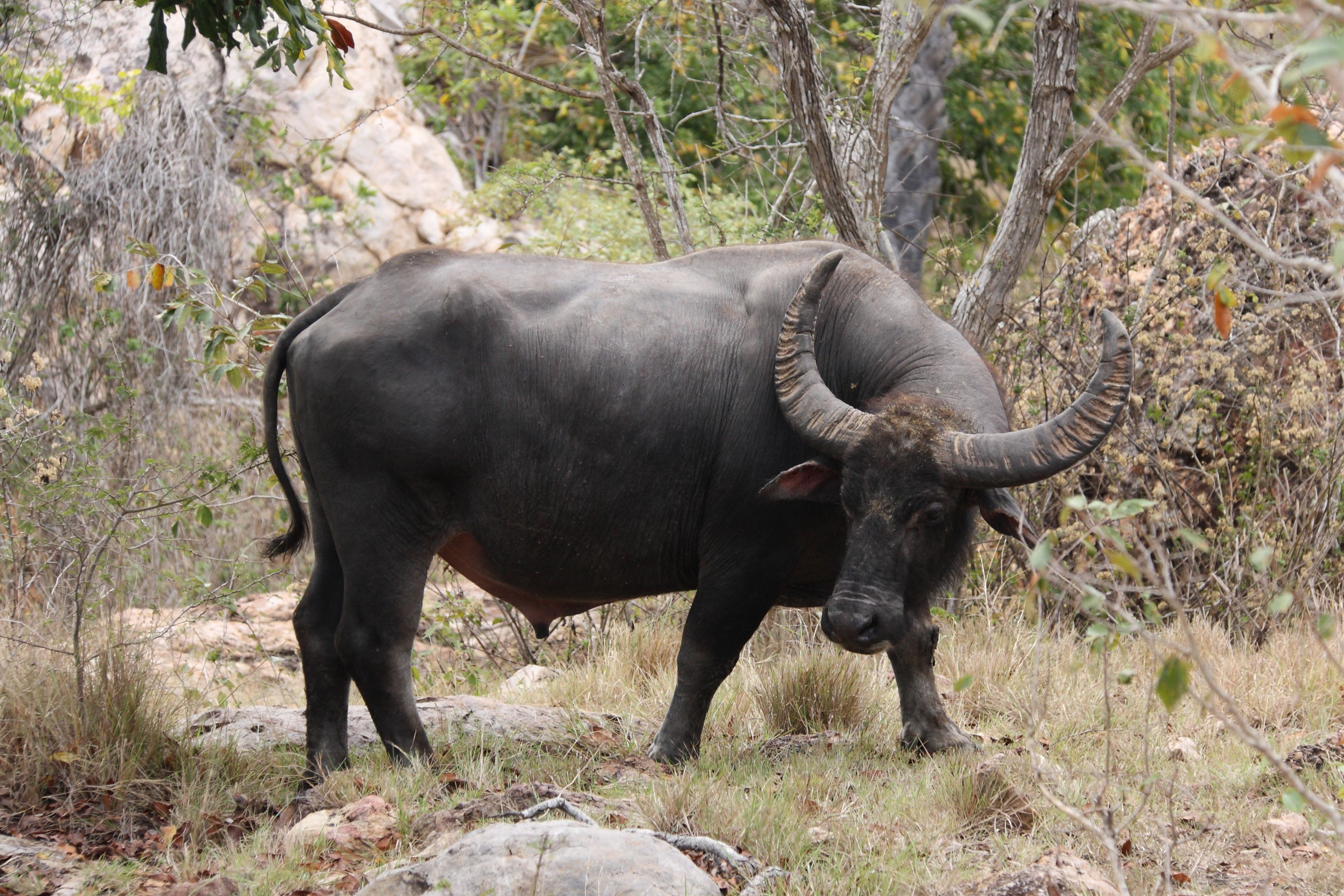